# اوفلیز
شهر اوفلیز (به فرانسوی: Houffalize) در شهرستان بستونی در استان لوکزامبورگ در منطقه فدرال والوون در کشور بلژیک واقع شده‌است.